# Agustín Fernández Paz
Agustín Fernández Paz, španski pisatelj, * 29. maj 1947, Vilalba, Galicija, Španija, † 12. julij 2016, Vigo. 
Pisal je v galicijščini. Velja za enega najbolj znanih in cenjenih mladinskih pisateljev Iberskega polotoka. Je avtor več kot petdeset del. Prejel je tudi številne nagrade, dvakrat za najboljšega avtorja leta v Galiciji (2004 in 2007) ter špansko nacionalno nagrado za mladinsko književnost (2008), ki jo podeljuje špansko Ministrstvo za kulturo in šport.

## Življenjepis
Rodil se je v Vilalbi, kjer je preživel svoje otroštvo. Pri štirinajstih letih je odšel na Delavsko univerzo v Gijónu, kjer je bil sedem let pripravnik. Pri 22 letih je odšel v Barcelono, da bi študiral pedagogiko, vendar je ta cilj opustil in nekaj časa delal v nekem podjetju. Tri leta pozneje se je vrnil v Galicijo. Vpisal se je v Maxisterio. Leta 1974 je začel delati kot učitelj in se pridruži drugim učiteljem v gibanju Movementos de renovación pedagóxica. V tem obdobju se je tudi poročil in dobil hčerko. Kot učitelj in pedagog je napisal vrsto del na temo izobraževanja, poučevanja jezika, spodbujanja branja in uvajanje medijev v pouk. Med letoma 1988 in 1990 je deal na ministrstvu za izobraževanje kot svetovalec za reformo izobraževanja in pripravo učnih načrtov. Leta 2007 se je zaradi bolezni upokojil. Umrl je 12. julija leta 2016. 
Agustín Fernández Paz je eno ključnih imen galicijske kulture in mladinske književnosti. Je najbolj prevajan avtor iz galicijščine. Preveden je v 16 različnih jezikov. Za svoja dela je prejel tudi več nagrad. V sloveščino je prevedeno njegovo delo O meu nome é Skywalker (Ime mi je Skywalker; prevod Barbara Pregelj (COBISS)), ki govori o deklici Raquel, ki iz svojega stanovanja opazuje brezdomca, ki stoji pred trgovino. Mimo njega hodijo ljudje in ga sploh ne opazijo. Zaradi tega deklica misli, da ga lahko vidi samo ona. Večkrat ga obišče pred trgovino in ga sprašuje o življenju. Brezdomec ji pove, da mu je ime Skywalker in da je prišel iz vesolja. Nekega dne mu deklica pove, da ga je videla spati na ulici, kar se ji zdi čudno. Skywalker ji pove, da je se je njegovo delo na Zemlji zaključilo in mora zato oditi.

## Dela
- O libro de Merlín (1987)
- A cidade dos desexos (1989)
- As flores radioactivas (1990)
- Contos por palabras (1991)
- Lonxe do mar (1991)
- Rapazas (1993)
- As tundas do corredor (1993)
- Unha lúa na fiestra (1994)
- Trece anos de Branca (1994)
- Cartas de inverno (1995)
- Amor dos quince anos, Marilyn (1995)
- Avenida do Parque, 17 (1996)
- O centro do labirinto (1997)
- A néboa escura (1998)
- O laboratorio do doutor Nogueira (1998)
- As fadas verdes (2000)
- Cos pés no aire (1999)
- A nube de cores (1999)
- Aire negro (2000)
- O soño do merlo branco (2000)
- No corazón do bosque (2001)
- Un tren cargado de misterios (2001)
- Ana e o tren máxico (2001)
- Noite de voraces sombras (2002)
- O meu nome é Skywalker (2003) (Ime mi je Skwalker, prevod: Barbara Pregelj, (COBISS))
- A serea da Illa Negra (2003)
- A praia da esperanza (2003)
- Tres pasos polo misterio (2004)
- Raquel ten medo (2004)
- Laura e os ratos (2004)
- Á abordaxe (2005)
- A escola dos piratas (2005)
- A noite dos animais (2005)
- A fuxida do mar (2005)
- ¡Que medo, mamá Raquel! (2005)
- Corredores de sombra (2006)
- Os gardiáns do bosque (2006)
- Querido inimigo (2006)
- O raio veloz (2006)
- O único que queda é o amor (2007)
- A pastelaría de dona Remedios (2008)
- A dama da luz (2009)
- Lúa do Senegal (2009)
- Valados (2009)
- Corazón de pedra (2011)
- Fantasmas de luz (2011)
- As fronteiras do medo (2012)
- Malos tempos para os fantasmas (2012)
- Zeralda e o dragón (2013)
- Desde unha estrela distante (2013)
- Amizades secretas (2015)
- A neve interminable (2015)
- O segredo da Illa Negra (2015)
- O soño do Merlo Branco (2016)
- A casa do medo (2016)